# T定規

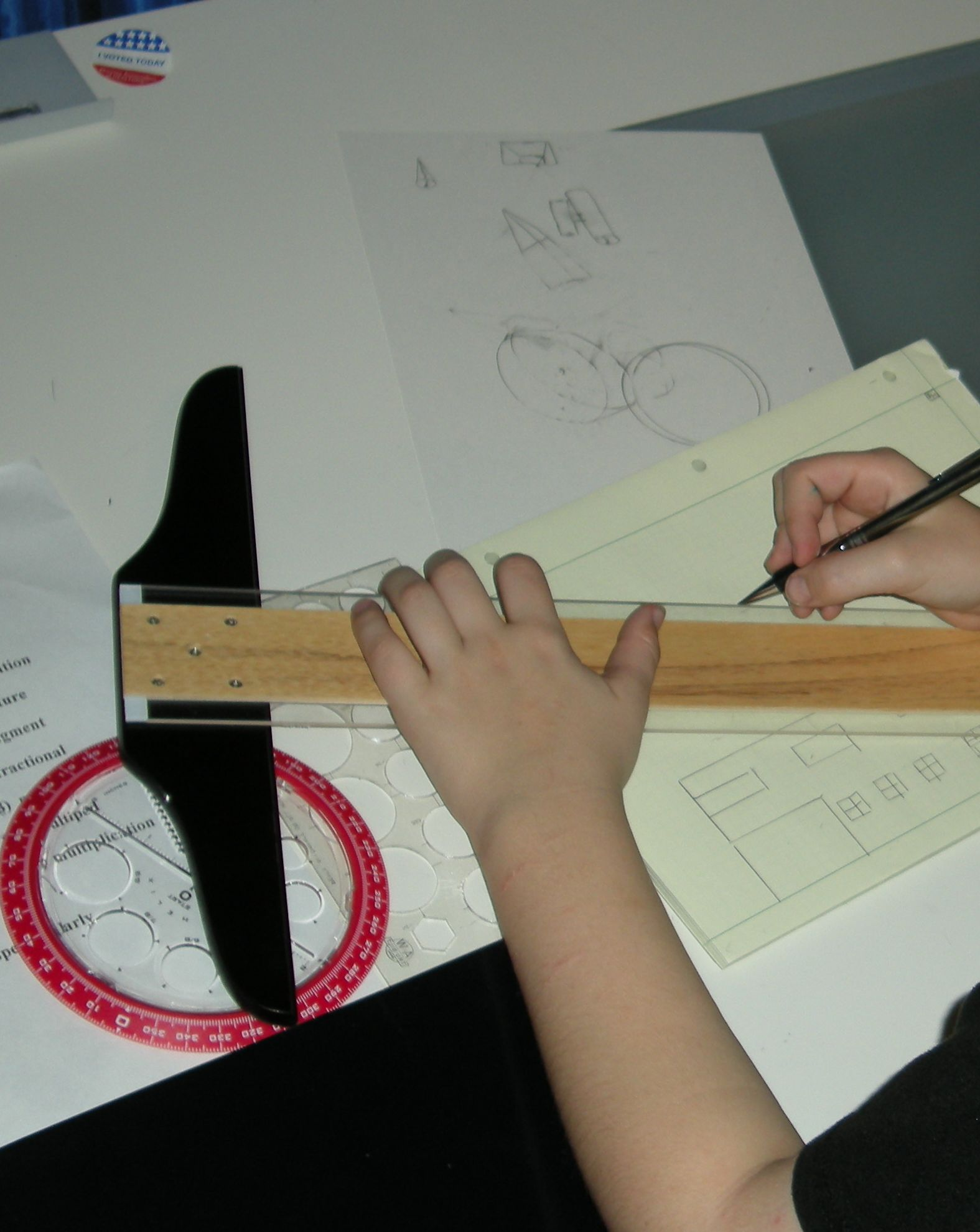
T定規

T定規（ティーじょうぎ、英：T-square）とは主に製図に使われる文房具。胴部と頭部の2つの定規がTの形を成す様に固定されている定規である。T型定規とも。

## 使用法
T定規は長さの長い直定規（胴部）と長さの短いすり定規（頭部）を直角になるよう取り付けたT字型の定規である。
T定規は製図板や三角定規とともに用いる。水平線を引くときはT定規の頭部の縁を製図板の縁に密着させT定規の胴部の上縁に沿って線を引く。垂直線を引くときはT定規の頭部の縁を製図板の縁に密着させT定規の胴部の上縁に三角定規を載せて安定させ90度の角を利用して線を引く。
同様の機能が附加されているドラフターやCADが主に製図で使用されるようになったため、ほとんど使われることは無くなっている。